# Mosquiter reietó
El mosquiter reietó (Phylloscopus proregulus) és una espècie d'ocell de la família dels fil·loscòpids (Phylloscopidae). Habita els boscos de coníferes de l'Àsia oriental, criant al sud-est de Sibèria, Sakhalín, Mongòlia i nord-est de la Xina. Passa l'hivern al sud-est de la Xina i zones limítrofes d'Indoxina. El seu estat de conservació es considera de risc mínim.
Als Països Catalans s'ha citat en unes poques ocasions, a Catalunya i les Illes.